# 留家庄乡
留家庄乡，是中华人民共和国河北省保定市涞源县下辖的一个乡镇级行政单位。

## 行政区划
留家庄乡下辖以下地区：
留家庄村、张家铺村、坡水村、烧车村、马圈门村、水石塘村、黑石沟村、四角台村、团圆村、石片村、郑草沟村和伊家铺村。